# Secrétaire à cylindre de Louis XVI
Le secrétaire à cylindre de Louis XVI est un bureau commandé par le roi Louis XVI au maitre-ébéniste Roetgen. Ce meuble luxueux est un bureau cylindre pourvu d'une horloge et d'une boite à musique. Sa marqueterie est l'œuvre de l'Allemand  Chrétien Krause. Considéré comme un des meubles les plus chers jamais vendus à l'époque, il disparut après sa vente en 1794 sous la Révolution.
Pahin de la Blancherie en donnera une description en 1779 dans les Nouvelles de la République des lettres et des arts : 
« marqueté de bois dur sur fond gris clair. La partie inférieure du meuble était dorique, la médiane ionique et la supérieure d'ordre corinthien ; on avait fait les colonnes d'une racine imitant le plus beau marbre gris ; les moulures, les figures et chapiteaux était en bronze et or moulu [...] Il s'y trouvait un certain nombre de tiroirs secrets s'ouvrant à l'aide de ressorts et formant de petits cabinets [...] au-dessus se dressait une pendule de Kinzing ornée de figures et exécutant douze airs de musique. »
En 1795, l'ébéniste Nicolas Dussault a probablement été chargé de le vendre. Le meuble est exposé dans son atelier rue Neuve-Saint-Étienne, dans ce qui est alors le quartier des menuisiers de Paris. Le 11 janvier 1795, une annonce est publiée dans Les Petites Affiches : 
« Secrétaire à cylindre, en bois de rapport, d'une rare beauté, provenant du cabinet de feu Louis Capet, estimé 100 000 livres. La fermeture est telle que les grands mécaniciens garantissent l'impossibilité de l'ouvrir. Il est déposé chez le sieur Dussault, M° Ebéniste rue Neuve-Saint-Étienne, boulevard Poissonnière, qui démontrera aux curieux combien ce meuble est rare et inappréciable ».
Le comte François de Salverte identifia ce meuble comme étant l'œuvre de Roetgen.